# لينغن
لينغن (بالألمانية: Lingen, Germany) هي large independent city of Lower Saxony و بلدة ألمانية تقع في ألمانيا في إيمسلاند. يقدر عدد سكانها بـ 54,422 نسمة.

## أعلام
- إنغو شولتز
- هاري كرامر
- ثيلو ليوغرس
- كونراد فريدريش لودفيج
- مايكل رينسنغ